# 城内由茄子
城内 由茄子（きうち ゆかこ、8月25日 - ）は、日本の女性声優。ケンユウオフィス準所属。神奈川県出身。

## 来歴
総合学園ヒューマンアカデミー横浜校、talk back卒業。

## 人物
特技は人の話を聞く事、ダンス、水泳。趣味はゲーム、ネイル、落語鑑賞。

## 出演
太字はメインキャラクター。

### テレビアニメ
2019年
- かつて神だった獣たちへ（女）

2020年
- 憂国のモリアーティ（婦人）

2021年
- ドラえもん（テレビ朝日版第2期）（男の子のママ、五郎）
- NIGHT HEAD 2041（一般人女性A）

2022年
- 薔薇王の葬列（女性貴族B）
- 忍たま乱太郎（忍たま）
- マギアレコード 魔法少女まどか☆マギカ外伝 Final SEASON -浅き夢の暁-（くろ）
- 処刑少女の生きる道（子供、女性）
- BIRDIE WING -Golf Girls' Story-（選手D）
- キングダム（乳母、踊り子）
- ヤマノススメ Next Summit（お母さん、レポーター、店員）
- マブラヴ オルタネイティヴ（帝国軍衛士）

2023年
- とんでもスキルで異世界放浪メシ（カノン）
- それいけ!アンパンマン（ネコ美、キツネの男の子、ウサ子）
- 陰の実力者になりたくて!（生徒）
- ひろがるスカイ!プリキュア（客、バレー部員、園児、りょう）
- Opus.COLORs（子供たちの親）
- ライザのアトリエ 〜常闇の女王と秘密の隠れ家〜（子供B、村人A）
- はたらく魔王さま!!（生徒）
- 名探偵コナン（女性）

2024年
- 異修羅（少年）
- オーイ!とんぼ（とんぼの母）
- カードファイト!! ヴァンガード Divinez（アナウンサー）
- ポケットモンスター（おかみさん）
- Re:ゼロから始める異世界生活 3rd season（避難所の人々）

2025年
- ロックは淑女の嗜みでして（シヴィル アベル、女生徒、ファン）
- LAZARUS ラザロ（ギャング）
- 九龍ジェネリックロマンス（飼い主）

### 劇場アニメ
- 劇場版 PSYCHO-PASS サイコパス PROVIDENCE（2023年、キャスター）

### Webアニメ
- Plott (2021年 - ) [10] [11]
  - 太鼓の達人 アニメば〜じょん！（どんちゃん）
  - 混血のカレコレ（ヨーメイ、カンナ、どんちゃん 他）
  - テイコウペンギン（どんちゃん）

### ゲーム
2019年
- エーペックスレジェンズ（コンジット、アメリ博士）
- Black Survival（ナディン）
- 宮ノ計（パレス・トリック）（大喬 他）

2020年
- アサシン クリード ヴァルハラ（スニヴァ、トンナ 他）
- デュエル・マスターズ プレイス（2020年 - 2023年、蛇魂王ナーガ、豪遊!セイント・シャン・メリー、カモン・ピッピー 他）

2021年
- BIOMUTANT（天使）
- パニリヤ・ザ・リバイバル（クンディーナ、アヴィカ）

2023年
- マギアレコード 魔法少女まどか☆マギカ外伝（くろ）
- OCTOPATH TRAVELER II

2024年
- 18TRIP
- ライドカメンズ

### BLCD
- エスケープジャーニー2
- 跪いて愛を問う（店長）

### 吹き替え

#### 映画
- アナザー・シンプル・フェイバー
- エアポート2021（セレナ）
- F1/エフワン（ピッパ[14]）
- 獣の棲む家（老女）
- ザ・コンクエスト シベリア大戦記（マーシャ〈ユリア・マカロワ〉）
- ザ・シークレット: デア・トゥー・ドリーム（スローン 他）
- ジェイソン・ボーン（ハブ1[15]）※BSテレ東版
- ジョナサン ふたつの顔をもつ男（フランス語音声）
- シンデレラ（グウェン王女〈タッラー・グリーヴ〉）
- セイビング・レニングラード 奇跡の脱出作戦（ナースチャ〈マリヤ・メルニコヴァ〉）
- ハラ（エラム・マスード〈プルビ・ジョシ〉）
- ビーキーパー（ケリー[16]）
- ホール・イン・ザ・グラウンド（クリス〈ジェームズ・クイン・マーキー〉）
- ラブ・アゲイン 2度目のプロポーズ（キム看護師）
- 理想の結婚生活（ゼニス）
- リチャード・ジュエル（観客娘）
- ワイルド・ブレイク（ビアンカ〈パウリナ・ニューエン〉）
- ワイルドリング 変身する少女（ジェン〈シャーロット・ウペン〉）

#### ドラマ
- ウィンクス・サーガ: 宿命（ミュサ〈エリシャ・アップルバウム〉）
- オン・ポワント 若きバレエダンサーたち（カトリーナ・キリアン 他）
- クイーン・オブ・ザ・サウス 〜女王への階段〜（サンドラ）
- ザ・ホーンティング・オブ・ブライマナー（秘書 他）
- CITY ON A HILL/罪におぼれた街（シボーン・クエイ〈ローレン・E・バンクス〉）
- 13の理由（エステラ〈インデ・ナヴァレット〉）
- DEBRIS / デブリ（エイプリル）
- Trying 〜親になるステップ〜（ジェン〈ロビン・カーラ〉）
- トワイライト・ゾーン（コンスタンス）
- ナイト・エージェント(マディ・レッドフィールド<サラ・デジャルダン>)
- 何様なのよ?（リリ〈タビータ・シマノヴィチ〉）
- Pバレー: ストリッパーの道（キーショーン〈キャノン・ソーントーン〉）
- ビッグ・ショーのファミリー・ショー（テイラー・スウィフト〈ダラス・デュプリー・ヤング〉）
- ブラックライトニング（JJ〈ローラ・カリウキ〉）
- BULL / ブル 法廷を操る男（陪審員候補）
- ベビー・シッターズ・クラブ（ドーン〈ソチル・ゴメス〉）
- 未来の大統領の日記（女性市民）
- ラブ・イズ・ブラインド 〜外見なんて関係ない?!〜 シーズン5（ジョニー）
- リーシーの物語（ダントン巡査）
- リトル・ファイアー〜彼女たちの秘密（フィービー 他）
- 恋愛体質〜30歳になれば大丈夫（イム・ジンジュ〈チョン・ウヒ〉）

#### テレビ番組
- ドリームホーム〜模様替え大作戦!〜（エミリー・コール）

#### アニメ
- アバローのプリンセス エレナ（船具屋の店主）
- キャッチ!ティニピン（メリー・ルー）
- ジュラシック・ワールド/サバイバル・キャンプ（女性アナウンス）
- ソウルフル・ワールド（試合のアナウンサー）
- それいけ、わんちゃん!（チェダー・ビスケット）
- トランスフォーマー アーススパーク（サム[17]）
- FLY!/フライ![18]
- 魔道祖師（金珠・銀珠）
- ミッキーマウス クラブハウス（ビーグル母）

### ボイスオーバー
- カラフル!クロアチア ルアナは負けず嫌い（コーチ 他）
- メイクアップ・スター（ステフ）
- 野生動物を救え!（ハリエット、アリソン）
- ラブアイランドUSA 水着で恋するラスベガス編（セリー・バスケス）
- ロレーナ：サンダル履きの少女（女性）